# HMS Gloucester (1745)
Pour les autres navires du même nom, voir HMS Gloucester.
Le HMS Gloucester est un vaisseau de ligne de quatrième rang armé de 50 canons de la Royal Navy britannique. Construit aux chantiers navals de Rotherhithe selon les dimensions préconisées par les propositions de 1741 du 1719 Establishment, et lancé le 23 mai 1745
Le Gloucester sert jusqu'en 1764, date à laquelle il est démantelé.

## Sources et bibliographie
- (en) Brian Lavery, The Ship of the Line : Volume 1 : The development of the battlefleet 1650-1850, Conway Maritime Press, 2003, 224 p. (ISBN 0-85177-252-8)